# Göhrde
Göhrde este o comună din landul Saxonia Inferioară, Germania.